# Pararge petropolitana
Pararge petropolitana är en fjärilsart som beskrevs av Fabricius 1787. Pararge petropolitana ingår i släktet Pararge och familjen praktfjärilar. Inga underarter finns listade i Catalogue of Life.